# Magyar női életrajzgyűjtemények listája
Az alábbi szócikk a magyar nyelven megjelent női életrajzgyűjteményeket próbálja listába szedni és felsorolni.
| Szerző                          | Cím                                                                                | Megjelenési hely, kiadó                                                               | Megjelenési idő      | Elektronikus elérhetőség |
| ------------------------------- | ---------------------------------------------------------------------------------- | ------------------------------------------------------------------------------------- | -------------------- | ------------------------ |
| Remellay Gusztáv                | Multunk hölgyei. Hazai történelem regényes krónikamodorban, magyar hölgyek számára | Pest, Ráth Mór Kiadása                                                                | 1860                 |                          |
| Nagy Benő – Sárváry Elek        | Magyar hölgyek életrajzai                                                          | Debrecen, Csáthy és Társa Bizománya                                                   | 1861                 | Google Books             |
| Zsihovics Mihály                | Magyar hölgyek. Történeti élet- és jellemrajzok                                    | Pest, Heckenast Gusztáv Kiadása                                                       | 1871                 |                          |
| Endrődi Sándor                  | Magyar hölgyek életrajzai                                                          | Pozsony, Stampfel Károly Kiadása                                                      | 1889                 |                          |
| Meyer Kayserling                | Zsidó nők a történelem, az irodalom és a művészet terén                            | Budapest, Révai Testvérek Irodalmi Intézet Rt.                                        | 1883                 |                          |
| Kemechey Jenő                   | Magyarország nagyasszonyai                                                         | Budapest, Singer és Wolfner Irodalmi Intézet Rt.                                      | 1902                 |                          |
| Juhász Sándor                   | Protestáns asszonyok                                                               | Gyoma, Kner Izidor Könyvnyomdája                                                      | 1903                 |                          |
| Farkas Emőd                     | Magyarország nagyasszonyai (3 kötet)                                               | Budapest, Lampel Róbert (Wodianer Fülöp és Fiai) Császári és Királyi Könyvkereskedése | 1911                 |                          |
| ?                               | Nagy asszonyok élete                                                               | Budapest, Singer és Wolfner Irodalmi Intézet Rt.                                      | 1912?                |                          |
| Takáts Sándor                   | Régi magyar asszonyok                                                              | Budapest, az „Élet” Kiadása                                                           | 1914                 |                          |
| Takáts Sándor                   | Magyar nagyasszonyok (2 kötet)                                                     | Budapest, Genius Kiadás                                                               | 1926–1934            |                          |
| Bozzay Margit                   | Magyar asszonyok lexikona – Nagyasszonyok a magyar történelemben                   | Budapest, Dr. Dajkovich Sándor Kiadása                                                | 1931                 | MEK                      |
| több szerző                     | Ezer év nagyasszonya                                                               | Budapest, Dante Könyvkiadó                                                            | é. n. [1930-as évek] | MTDA                     |
| Pálfy Ilona                     | Nők a magyar függetlenségért                                                       | Budapest, Művelt Nép Könyvkiadó                                                       | 1952                 |                          |
| Halász Zoltán                   | Királynők – Királynék                                                              | Budapest, Minerva Kiadó és Szolgáltató Kft.                                           | 1990                 |                          |
| Sallér Géza                     | Híres nők a szenvedés csúcsain                                                     | Budapest, Szerzői magánkiadás                                                         | 1992                 |                          |
| Veresegyháziné Kovács Jolán     | Híres Asszonyok Kislexikona – Agrippinától Zsófia grófnőig                         | Budapest, Anno Kiadó                                                                  | é. n. [1990-es évek] |                          |
| Mitták Ferenc                   | Híres nők a magyar történelemben – Arcképvázlatok a honfoglalástól a XX. századig  | Debrecen, Tóth Könyvkereskedés és Kiadó Kft.                                          | é. n. [1990-es évek] |                          |
| Szerencsés Károly – Estók János | Híres nők a magyar történelemben                                                   | Budapest, Kossuth Kiadó                                                               | 2007                 |                          |
| Joyce Tyldesley                 | Egyiptomi királynők krónikája – Az archaikus kortól Kleopátra haláláig             | Budapest, Móra Ferenc Ifjúsági Könyvkiadó Zrt.                                        | 2008                 |                          |